# Гавито, Карлос
Карлос Гавито (27 апреля 1942 — 1 июля 2005) — аргентинский танцор танго (милонгеро). Являлся одной из самых значимых фигур движения возрождения танго в 1990-е годы.
Начал танцевать в 1956 году в Буэнос-Айресе, профессиональную карьеру начал в 1965 году в шоу Asi canta Buenos Aires. В 1974 году работал с Хуаном Карлосом Копесом. В 1990-х был частью труппы шоу Forever Tango и выступал на Западном побережье США, повысив интерес к изучению танго в местных городах. Заслужил свою славу на Бродвее и лишь после этого стал известен на родине. Пользовался невероятным почтением как один из последних милонгеро и чрезвычайно профессиональный преподаватель. Фирменной чертой танца Гавито было, когда партнерша прислоняется к нему чуть сильнее, чем это принято в традиционном танце.